# El gran viatge de la família Mozart

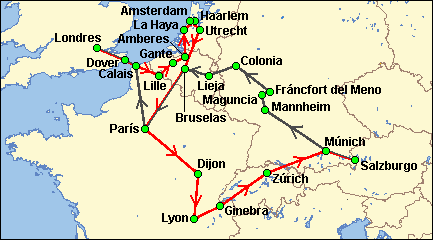
El mapa mostra l'itinerari del gran viatge realitzat des de 1763 fins a 1766.
- La línia negra mostra el viatge d'anada fins a Londres (1763-1764).
- La línia vermella mostra el viatge de tornada a Salzburg (1765 i 1766).
- La línia superposada mostra el viatge en ambdues direccions.

El gran viatge de la família Mozart, va ser realitzat per Leopold Mozart, la seva esposa Anna Maria i els seus fills Maria Anna (Nannerl) i Wolfgang Amadeus entre 1763 i 1766. En el recorregut van fer estades a diverses capitals i a algunes de les principals ciutats de l'Europa Occidental. Leopold era músic a la cort del príncep-arquebisbe de Salzburg i el 1763 va accedir al càrrec de segon mestre de capella. Va obtenir un permís prolongat per absentar del seu lloc gràcies al talent precoç dels fills, d'onze i set anys, per mostrar-lo al món occidental i millorar l'educació musical de tots dos.
Les habilitats extraordinàries dels nens ja havien estat revelades durant les visites a Múnic i Viena el 1762. A Viena havien actuat davant l'emperadriu Maria Teresa i gràcies a una sèrie d'actuacions públiques van guanyar una suma important de diners. Les oportunitats socials i pecuniàries que podrien obtenir en emprendre un viatge prolongat, recorrent les principals corts europees, van complementar el que Leopold va entendre que era el seu deure «com a catòlic i alemany» i mostrar el talent prodigiós dels seus fills.
L'itinerari del viatge s'inicia de Salzburg cap a Brussel·les, passant per Múnic i Frankfurt. Des d'allà van viatjar a París i, després d'una estada de cinc mesos a la capital francesa, van marxar a Londres on hi van estar durant quinze mesos, la que seria l'estada més llarga d'aquest viatge. A Londres, Wolfgang va conèixer alguns dels músics més destacats de l'època, va poder escoltar molta música i va compondre les seves primeres simfonies. La família va continuar el seu viatge cap als Països Baixos, on el programa d'actuacions va ser interromput per la malaltia dels dos infants; tot i així, Wolfgang seguí component de manera prolífica. El viatge de tornada es va realitzar amb una segona parada a París i un recorregut per diversos punts de Suïssa, abans de retornar a Salzburg, el novembre de 1766.
Les interpretacions dels Wolfgang i Nannerl van generar comentaris d'admiració allà on actuaven. No obstant, els guanys econòmics del viatge, encara que sembla que foren considerables, no van representar cap canvi en el tipus de vida de la família; Leopold continuà al servei del príncep-arquebisbe de Salzburg. Sí que, per descomptat, el viatge aportà als infants una gran experiència en el món musical cosmopolita i van obtenir una educació excepcional que, en el cas de Wolfgang, tindria continuïtat amb més viatges en els següents sis anys.

## Nens prodigi

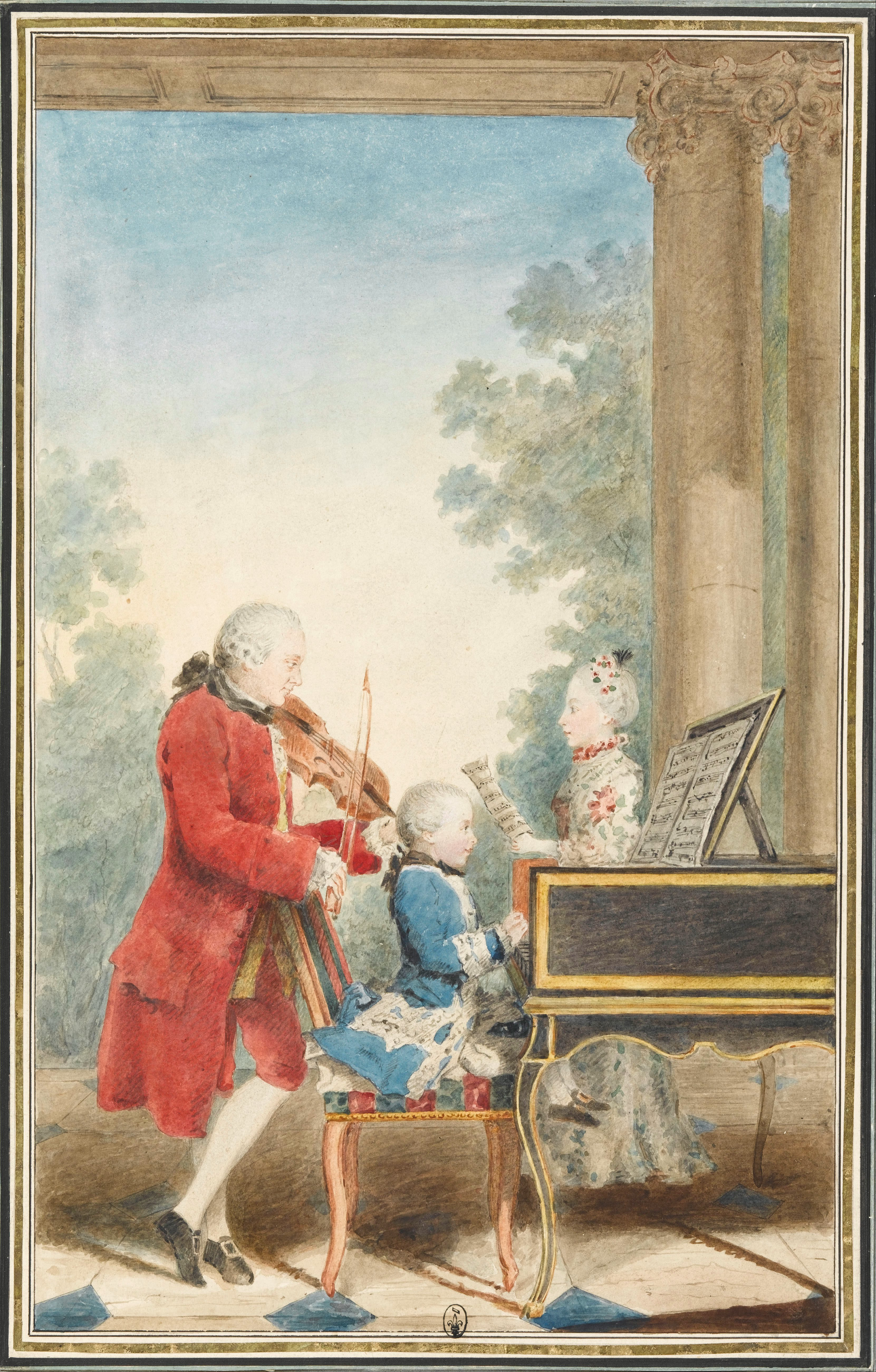
La família Mozart durant el seu viatge: Leopold, tocant el violí; Wolfgang Amadeus, al clavecí i Nannerl, cantant. Aquarel·la de Louis Carrogis Carmontelle cap al 1763.

Els nens Mozart no foren els únics nens prodigi de la música del segle xviii. L'escriptor Gary Spruce afirma que hi havia centenars de casos similars i cita a William Crotch de Norwich que el 1778, a l'edat de tres anys, donava recitals d'orgue. Jane O'Connor relaciona la popularitat dels nens prodigi en aquesta època «amb el fet extraordinari que suposava un nen especial, tant per la seva entreteniment potencial com pel seu valor econòmic». Altres contemporanis de Mozart foren el violinista i compositor Thomas Linley, que havia nascut el mateix any que Wolfgang (1756), i l'organista Siegmund Bachmann. Wolfgang Amadeus Mozart va ser, però, qui finalment s'erigiria com una figura destacada entre els nens prodigi com un estàndard de l'èxit precoç i de jove promesa.
A causa de l'altíssima mortalitat infantil a l'Europa de l'època, dels 7 fills que van tenir Leopold i Anna Maria només van sobreviure la quarta, Maria Anna (Nannerl), nascuda el 31 de juliol de 1751 i el darrer, Wolfgang Amadeus, nascut el 27 de gener de 1756. Els nens foren educats a casa, sota la direcció de Leopold. Allà van aprendre els principis bàsics de lectura, escriptura, dibuix i aritmètica, juntament amb algunes nocions d'història i geografia. La seva educació musical va començar quan eren molt joves, fent constants assajos i amb interpretacions amb Leopold i els seus companys músics. Quan Nannerl va fer set anys, el seu pare va començar a ensenyar-li a tocar el clavicordi mentre era observada per Wolfgang. Segons explica la mateixa Nannerl:
| « | El noi immediatament va mostrar el seu extraordinari talent donat per Déu. Sovint passava molt de temps al teclat, cercant el so de les terceres, que a ell sempre li sorprenien i mostrava amb plaer que el so li agradava. [... ] Als quatre anys, el seu pare va començar a ensenyar-li, com un joc, a interpretar uns minuets i altres peces en el teclat. [... ] Podria tocar impecablement i amb la major delicadesa i mantenint el tempo amb exactitud. [... ] A l'edat de cinc anys ja componia petites peces, que després interpretava per al seu pare, al qual estaven dedicades. | » |

.

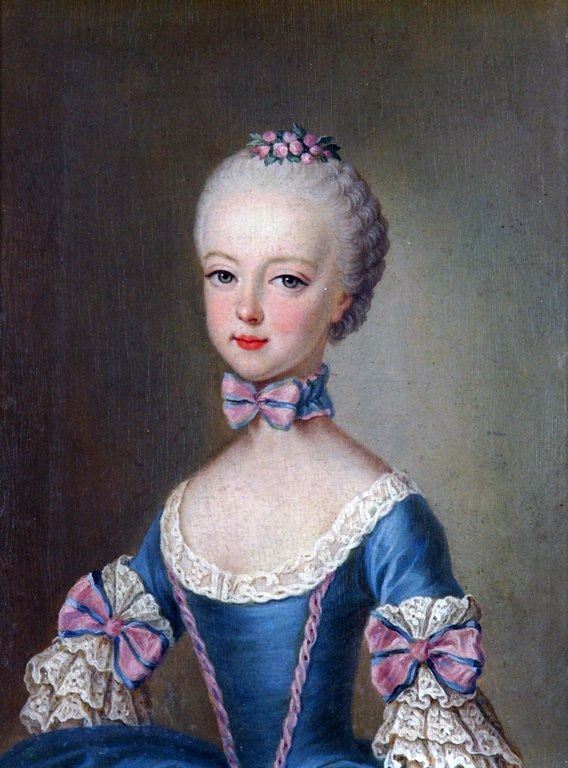
Maria Antonieta als 7 anys, quan conegué Mozart a Viena (quadre de Martin van der Meytens)

Un amic de la família, el poeta Johann Andreas Schachtner, ha relatat que a l'edat de quatre anys Wolfgang va començar a compondre un apreciable concert per a piano i era capaç de mostrar un sentit fenomenal de l'entonació. La mateixa Nannerl fou una alumna molt aplicada, no menys ràpida en l'aprenentatge que el seu germà, i tocava el teclat amb un virtuosisme sorprenent per la seva edat, ja que tenia onze anys. El 1762, Leopold va portar als nens a Múnic per actuar davant Maximilià III, el príncep elector de Baviera. Leopold llavors portà la família sencera a Viena, en un viatge que va durar tres meses. També s'havia acordat les invitacions de diversos patrons nobles i tres dies abans d'arribar, els nens van actuar al palau del comte Collalto. Entre els presents hi havia el conseller del Tresor vienès i el futur primer ministre Johann Karl comte Zinzendorf, que va marcar en el seu diari que «un nen, que va dir tenir només cinc anys i mig [Wolfgang tenia en realitat gairebé set anys], va tocar el clavicordi». Després d'una representació davant del rector imperial, van convidar Mozart a la cort imperial, on l'emperadriu Maria Teresa va comprovar les capacitats de Wolfgang to demanat-li que toqués amb el teclat cobert. Durant aquesta visita a la cort, Wolfgang va conèixer l'arxiduquessa Maria Antònia, la futura reina Maria Antonieta de França, que era dos mesos més gran que ell. El biògraf de Mozart Eric Blom relata una anècdota de com l'arxiduquessa va ajudar Wolfgang quan va relliscar sobre el pis polit; llavors l'arxiduquessa, segons es comenta, va rebre una petició de mà a canvi.
Com entre l'aristocràcia vienesa els Mozart van començar a ser uns nens destacats, sovint els demanaven que realitzessin diverses actuacions en un mateix día. Foren ben recompensats per aquesta activitat i al final de la seva agitada primera setmana a Viena, Leopold va ser capaç d'enviar a casa l'equivalent del sou de més de dos anys. El seu programa d'actuacions fou interromput quan Wolfgang va caure malalt d'escarlatina i no va poder recuperar el seu ímpetu habitual. No obstant, la visita va fer que Leopold es mostrés impacient per aconseguir possibles oportunitats per a millorar l'èxit social i financer de la seva família. En el seu retorn a Salzburg, Wolfgang va tocar el clavicordi i el violí en un concert d'aniversari per l'Arquebisbe, fet que va causar una sorpresa evident entre els assistents a l'acte.

## Preparatius

Leopold Mozart cap el 1765

En una carta al seu amic i patró Lorenz Hagenauer (1712-1792), escrita després del viatge, Leopold cita les paraules dites pel diplomàtic alemany Friedrich Melchior, baró von Grimm, després d'haver escoltar la interpretació dels nens: «Ara, per una vegada a la vida, he vist un miracle: aquest és el primer». Aquest comentari va fer creure Leopold que havia de difondre aquest miracle pel món, que aquest era un deure vers el seu país, el seu príncep i el seu Déu, de manera que havia de mostrar Nannerl i Wolfgang a l'alta societat europea; si no ho feia, seria la criatura més ingrata. El biògraf de Mozart, Wolfgang Hildesheimer, ha suggerit que, almenys en el cas de Wolfgang, aquesta empresa era prematura: «massa aviat, el pare va arrossegar al fill per arreu d'Europa Occidental durant anys. Aquest canvi continu de lloc hauria desgastat fins i tot a un nen robust...». No obstant, hi ha poques proves que suggereixin que Wolfgang resultés afectat físicament o es veiés obstaculitzada la seva progressió musical per aquests esforços en la seva infantesa i sembla que va sentir indiferència davant el desafiament del viatge.
Leopold volia començar el viatge tan aviat com fos possible, ja que com més joves fossin els nens, més espectacular seria la demostració de les seves habilitats. La ruta que tenia pensada incloïa el sud d'Alemanya, els Països Baixos dels Habsburg, París, Suïssa i possiblement el nord d'Itàlia. El viatge a Londres només es va afegir després de l'èxit obtingut durant la visita parisenca i el viatge final pels Països Baixos es decidí posteriorment perquè no estava previst a l'inici. El pla era recórrer tantes corts principesques europees com fos possible, així com les grans capitals de la cultura, ja que Leopold confiava en la seva xarxa de contactes musicals i socials més recents per obtenir invitacions de les corts reals. Pràcticament, l'ajuda més important li va venir de part de Hagenauer, amb una àmplia xarxa de connexions en les principals ciutats i ell va donar a Mozart moltes facilitats. Aquests contactes van permetre que guanyessin diners durant el trajecte i Leopold esperava que els beneficis aconseguits amb les interpretacions dels seus fills generessin molts beneficis econòmics.
Wolfgang es va preparar per al viatge tot perfeccionant la seva tècnica interpretativa amb el violí, que pel que sembla havia après a tocar de manera autodidacta. A més, els dos germans estaven encantats de poder tocar junts, cosa que mai van deixar de fer. Durant el viatge, fins i tot durant els dies que tenien més ocupats, realitzaven la seva pràctica diària, obtenint bons resultats en les moltes actuacions del seu intens programa. Per poder començar el viatge, Leopold necessitava el consentiment del seu patró, el príncep-arquebisbe. El gener de 1763, Leopold havia estat designat segon mestre de capella. Tot i així, l'arquebisbe li va concedir un llarg permís d'absència, al·legant que els èxits de Mozart portarien la glòria a Salzburg, al seu sobirà i a Déu.

## El gran viatge
Aquest llarg viatge que començà el 9 de juliol de 1763 i acabà el 29 de novembre de 1766, un viatge de més de tres anys, es pot dividir en cinc etapes entre desplaçaments i estades:
| Núm. | dates                        | ciutats |  |
| ---- | ---------------------------- | --- |  |
| 01   | 1763 (juliol) (novembre)     | Salzburg → Múnic → Augsburg → Schwetzingen → Mannheim → Magúncia → Frankfurt → Coblença → Bonn → Colònia → Aquisgrà → Lieja → Brussel·les → |  |
| 02   | 1763 (novembre) 1764 (abril) | París → Versalles → París → |  |
| 03   | 1764 (abril) 1765 (juliol)   | → Londres → |  |
| 04   | 1765 (juliol) 1766 (maig)    | → la Haia → Gant → Amsterdam → la Haia → Haarlem → Amsterdam → Utrecht → Brussel·les → Valenciennes →                                       |  |
| 05   | 1766 (maig) (novembre)       | → París → Dijon → Ginebra → Lausana → Zúric → Donaueschingen → Múnic → Salzburg.                                                            |  |

### 1. De Salzburg a Brussel·les

Retrat de Wolfgang pintat per encàrrec del seu pare, el 1763, quan la família va iniciar el gran viatge. L'autor és desconeix, però possiblement seria Pietro Antonio Lorenzoni.

El viatge, que començà el 9 de juliol de 1763, aviat topà amb problemes. El primer dia, una roda del carro es trencà i van haver de parar durant 24 hores per poder-la reparar. Leopold va convertir aquest retard en avantatge, ja que va portar Wolfgang a una església propera a Wasserburg am Inn on, segons Leopold, el noi va tocar un orgue amb pedaler com si ja hagués estat estudiant durant mesos. A Múnic, els nens van actuar cada tarda davant el príncep elector Maximilià III i van guanyar una suma de diners equivalent a la meitat del sou anual de Leopold, que era de 354 florins. La següent parada fou Augsburg, on residia la mare de Leopold; però aquesta va rebutjar assistir a qualsevol dels tres concerts que van donar. Continuaren el viatge cap a Schwetzingen i la cort de Mannheim on, pel que sembla, la interpretació dels dos germans va sorprendre al príncep elector de Baviera i Palatinat, Carles Teodor, i la seva dona, Isabel Augusta de Sulzbach.
La següent parada llarga la feren a Magúncia. L'Elector estava malalt, però els Mozart van donar tres concerts a la ciutat, pels quals va guanyar 200 florins. Des de Magúncia, van agafar un vaixell mercant i navegaren pel riu Main fins a Frankfurt, on van donar diversos concerts públics. Entre els assistents al primer dels concerts hi havia Johann Wolfgang von Goethe, que tenia catorze anys i que molts anys més tard recordaria al «petit noi amb la seva perruca i la seva espasa». Un anunci d'aquests concerts assegurava que «la noia» tocaria «les peces més difícils dels principals mestres», mentre que «el noi» donaria un concert amb el violí i també repetiria el seu truc realitzat ja a Viena en el qual va tocar amb el teclat completament cobert per un drap. Finalment «ell realitzarà una improvisació, no només en el fortepiano, sinó també a l'orgue... en totes les tonalitats, fins i tot en les més difícils, que li puguin demanar».
Van partir de Frankfurt en un altre vaixell, ara cap a Coblença, i des d'allí es van dirigir a Bonn i Colònia. Posteriorment, arribaren a Aquisgrà on van actuar davant la princesa Anna Amàlia de Prússia, germana de Frederic el Gran. La Princesa va tractar de convèncer Leopold que modifiqués el seu itinerari i anessin a Berlín, però Leopold es va oposar. «Ella no té diners», va escriure Leopold a Hagenauer, explicant-li a més a més que ella havia pagat l'actuació amb petons. «Ni el meu amfitrió ni l'administrador de correus s'acontenten amb petons».
La següent etapa del viatge els va portar fins als Països Baixos austríacs, on van passar per Lieja abans d'arribar el 5 d'octubre a la capital de la regió, Brussel·les. Després d'una llarga espera, el governador general, el príncep Carles Alexandre de Lorena, els va convocar. Leopold va escriure a Hagenauer: «A la seva Altesa, el Príncep, realment només li interessa la caça, menjar i beure». Finalment, el 7 de novembre es realitzà un magnífic concert en presència del príncep. Al voltant del 15 d'octubre, la família va marxar cap a París.
Un fet destacable és que durant la llarga estada a Brussel·les, Wolfgang va modificar el seu interès, més centrat en la interpretació, per la composició. El 14 d'octubre va acabar de compondre un Allegro per a clavicordi, que més tard seria incorporat en la Sonata per a violí núm. 1 en do major K. 6, obra que acabaria de completar a París.

### 2. París

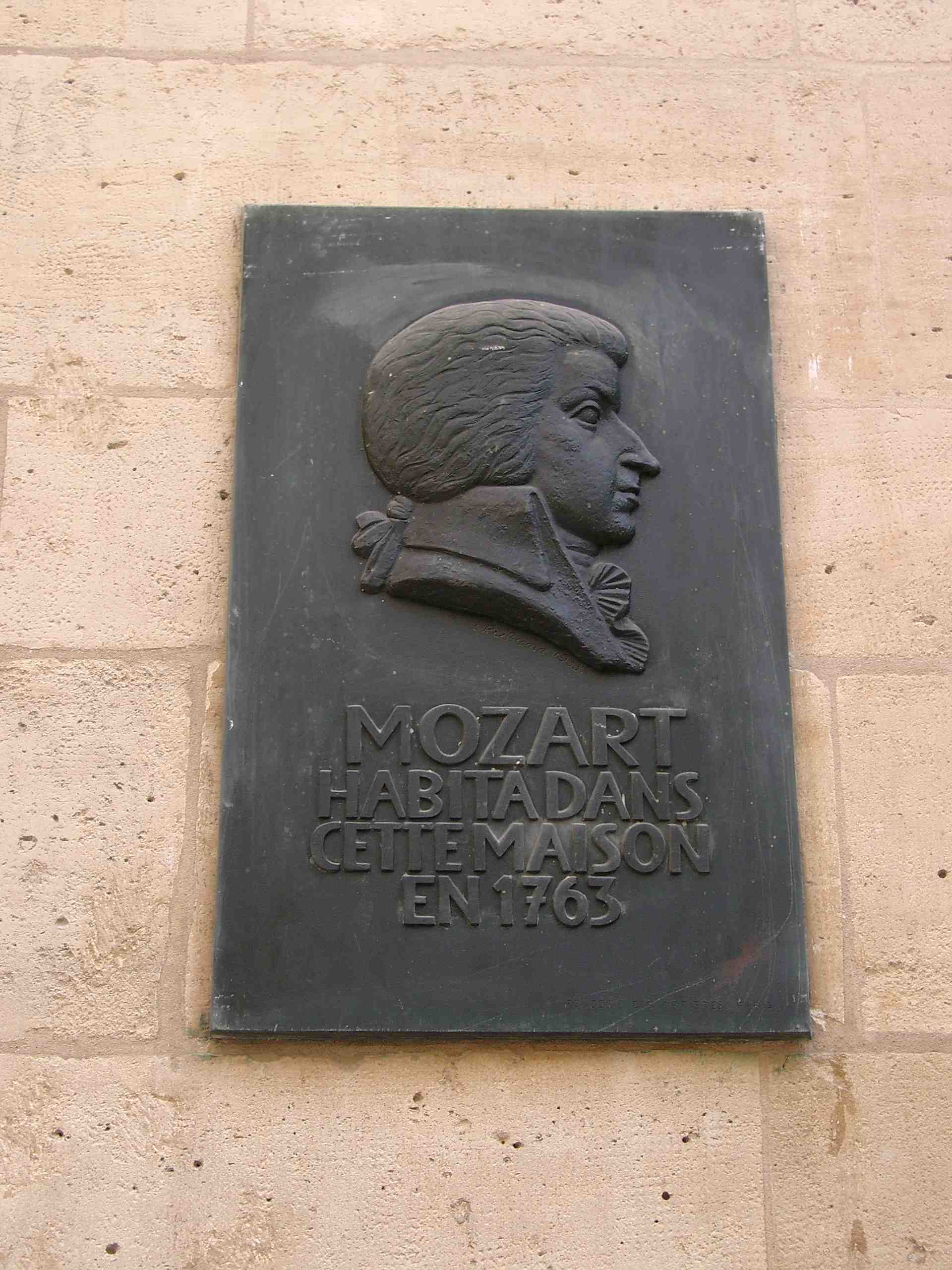
Placa al Hôtel Beauvais, en el qual la família Mozart va estar allotjada durant la seva estada a París entre 1763 i 1764.

El 18 novembre 1763 la família Mozart va arribar a París, el centre musical més important d'Europa en aquella època i també una ciutat poderosa, rica i amb una gran activitat intel·lectual. A prop, a Versalles, hi residia la cort de Lluís XV, on Leopold esperava ser rebut. No obstant, una mort recent a la família reial va impedir qualsevol invitació immediata, de manera que Leopold va buscar d'altres contractes. El biògraf Eric Blom recull que de bon començament no els van fer massa cas, tot i que les cartes de Leopold registren actes en diverses cases de la noblesa. Una persona que sí que va dedicar una especial atenció als dos germans fou el diplomàtic alemany Friedrich Melchior von Grimm; en el seu diari deixa constància de les gestes de Wolfgang amb aquests termes plens d'entusiasme: «la major part dels mestres de capella consumats no podien tenir una major profunditat en la ciència de l'harmonia musical i la modulació». Leopold, uns mesos més tard, en feu una valoració similar: «la meva nena, tot i que només té 12 anys, és un dels intèrprets més hàbils d'Europa i, en una paraula, el meu fill sap més en el seu vuitè any del que s'esperaria d'un home de quaranta».

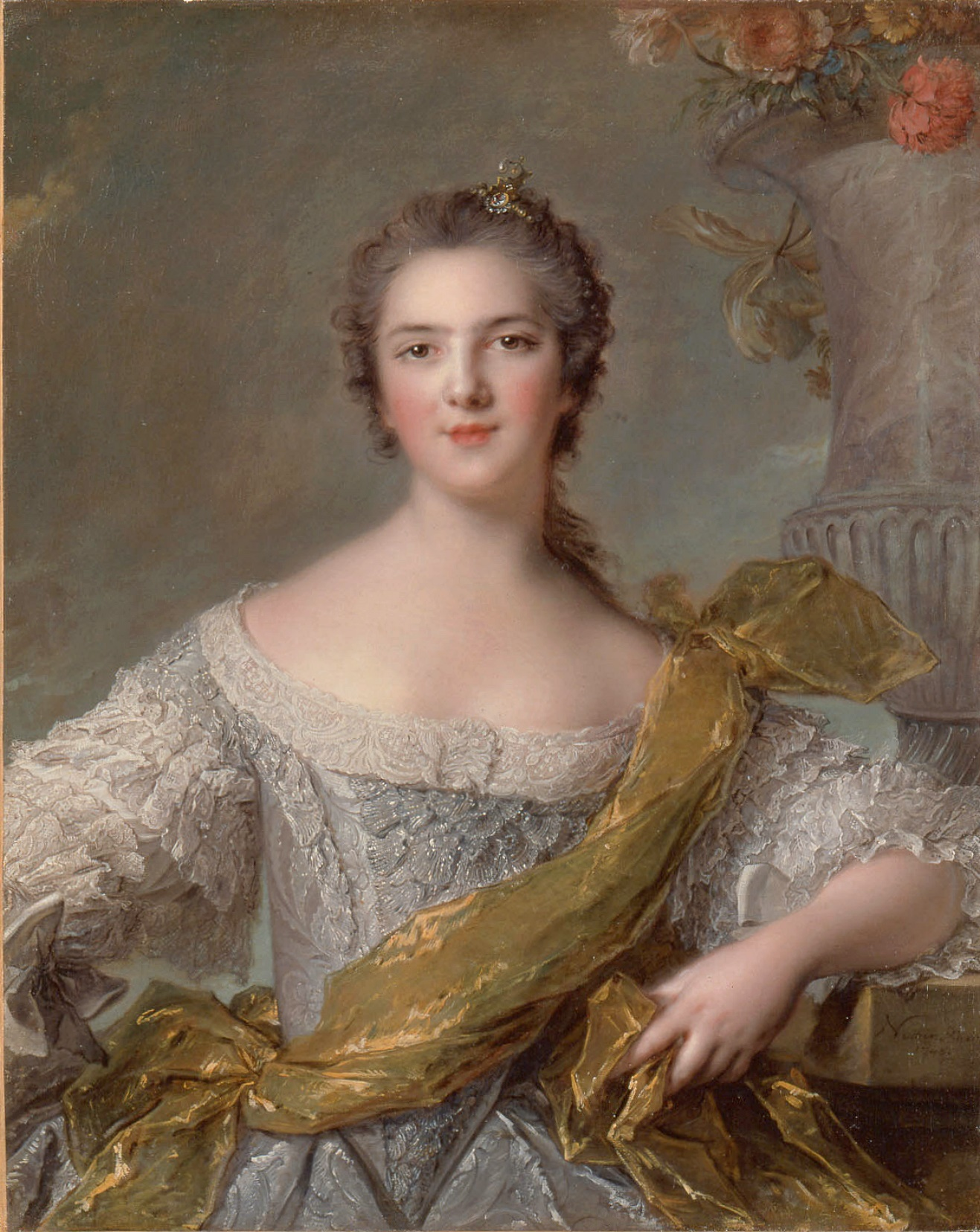
Wolfgang va dedicar les sonates per a clavicordi i violí, K. 6 i K. 7 a la princesa Victòria de França.

El 24 de desembre es van traslladar a Versalles durant dues setmanes. Allí, gràcies a un contacte de la cort, van poder assistir a un sopar real on, segons s'informa, van permetre que Wolfgang besés la mà de la reina Maria Leszczyńska. A Versalles també van visitar la famosa cortesana Madame de Pompadour, que es trobava en els darrers mesos de vida. Leopold la va definir com «una dona summament arrogant que encara ho dominava tot». En els records posteriors que Nannerl va deixar escrits, explica que Wolfgang va romandre dret sobre una cadira per a ser examinat per Madame de Pompadour.
No hi ha cap evidència que els nens oferissin un concert formal a Versalles. Pel febrer de 1764 l'oficina d'entreteniment real els va donar 50 lluïsos d'or (uns 550 florins) i una tabaquera d'or, presumiblement per entretenir a la família reial en privat; però no hi ha més detalls d'aquest fet. A París, el 10 de març i el 9 d'abril, van oferir alguns concerts addicionals en un teatre privat al carrer et Port St Honoré. En aquest temps es van publicar les primeres obres compostes per Wolfgang: dos parells de sonates per a teclat (K. 6 i K. 7) i dues per a violí (K. 8 i K. 9). Aquests obres es van convertir en els opus 1 i 2 en el catàleg privat de Leopold de les obres del seu fill. El primer parell de sonates estava dedicat a la filla del Rei, la princesa Victòria de França, i el segon a la Comtessa de Tessé. En la composició d'aquestes sonates Wolfgang va desenvolupar el material que al principi havia estat escrit com a peces per a teclat solista i va incloure l'Allegro que havia compost a Brussel·les per a la primera sonata, la Sonata K. 6 en do major. Aquesta obra consta de quatre moviments, mentre que les sonates posteriors, la Sonata en re major (K. 7), la Sonata en si bemoll major (K. 8) i la Sonata en sol major (K. 9), són tres obres amb moviments més convencionals. Stanley Sadie, biògraf de Mozart, comenta que alguns aspectes de les peces són bastant infantils i ingenus però, no obstant, la seva tècnica és «sorprenentment segura, la seva línia de pensament és clara i plana i el seu equilibri formal està fora de qualsevol retret».
A París Leopold va prendre la decisió d'anar a Londres, probablement aconsellat per músics i cortesans coneguts que li haurien fet un bon informe sobre Anglaterra; en les paraules de l'especialista en Mozart, Neal Zaslaw: «coneguda per l'entusiasme amb què rebien als músics continentals i l'extravagància amb què els recompensaven». El 10 d'abril, la família Mozart va arribar a Calais, van arribar a Dover fent una desagradable travessia en un vaixell llogat i, després d'alguns retards, entraren a Londres el 23 d'abril.

### 3. Londres

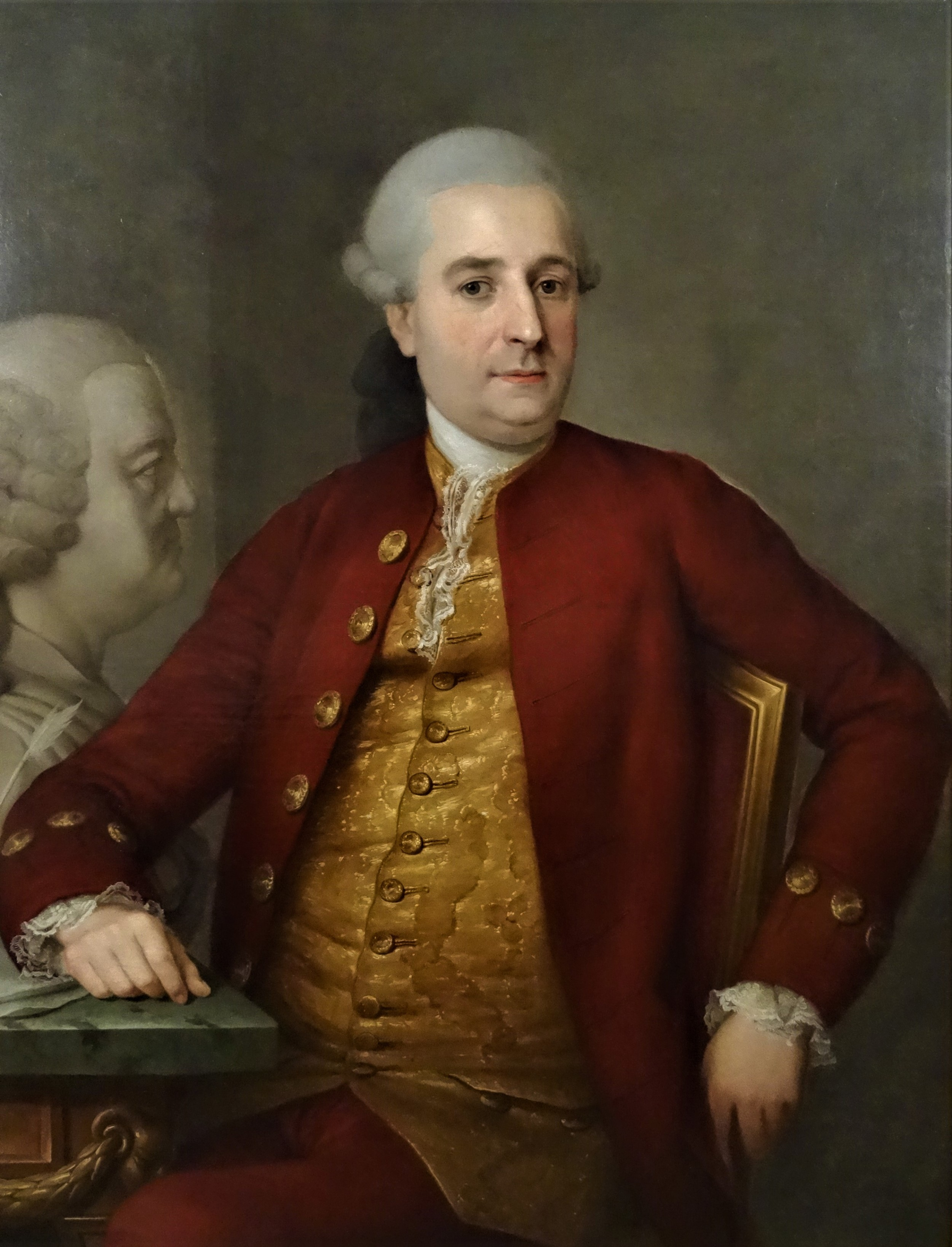
Wolfgang va decidir compondre les seves pròpies simfonies després d'haver conegut J. C. Bach i sentir les seves obres.

El primer allotjament de la família Mozart a Londres fou damunt d'una barberia a Cecil Court, prop de l'església de St. Martin in the Fields, a la Ciutat de Westminster. Les cartes de recomanació enviades des de París foren molt útils, ja que el 27 d'abril els nens ja van actuar davant el rei Jordi III i la seva esposa Carlota, que tenia dinou anys. Pel 19 de maig es va acordar una segona actuació davant el Rei, en la qual el Rei va demanar a Wolfgang que interpretés peces compostes per Georg Friedrich Händel, Johann Christian Bach i Karl Friedrich Abel. La interpretació de Wolfgang a l'orgue impressionà als assistents encara més que la que va realitzar amb el clavicordi. Li van permetre que acompanyés la Reina mentre cantava una ària i després va prendre la part destinada al baix continu en una ària de Händel i, segons Leopold, «va improvisar la melodia més bella de tal manera que tots els presents es van quedar sorpresos».
Gran part de la noblesa i l'alta burgesia marxava de la ciutat en arribar l'estiu, però Leopold creia que tornarien per a les celebracions de l'aniversari del Rei, el 4 de juny; per aquest motiu, va organitzar un concert per a l'endemà. El concert fou un èxit i Leopold es va afanyar a demanar que Wolfgang aparegués en un concert benèfic el 29 de juny a Ranelagh Pleasure Gardens. Leopold, pel que sembla, veia que donar suport a obres caritatives era «una manera de guanyar-se l'amor d'aquesta nació tan especial». Wolfgang va ser anunciat com «... el famós i sorprenent mestre Mozart, un nen de set anys...» (de fet tenia vuit anys en aquesta època), «justament apreciat com el prodigi més extraordinari i el geni més sorprenent que ha aparegut a qualsevol edat». El 8 juliol va tenir lloc una actuació privada a Grosvenor Place, a la casa del comte de Thanet, de la qual Leopold va tornar amb una inflamació a la gola i altres símptomes inquietants. «Prepareu el vostre cor per sentir un dels esdeveniments més tristos», escrigué a Hagenauer en previsió d'una mort imminent. Va estar malalt durant unes quantes setmanes i, a causa del seu estat de salut, la família es va traslladar des de Cecil Court fins a una casa de camp a Ebury Street, en aquells temps considerada una part del poble de Chelsea, actualment dins el districte de Kensington i Chelsea.

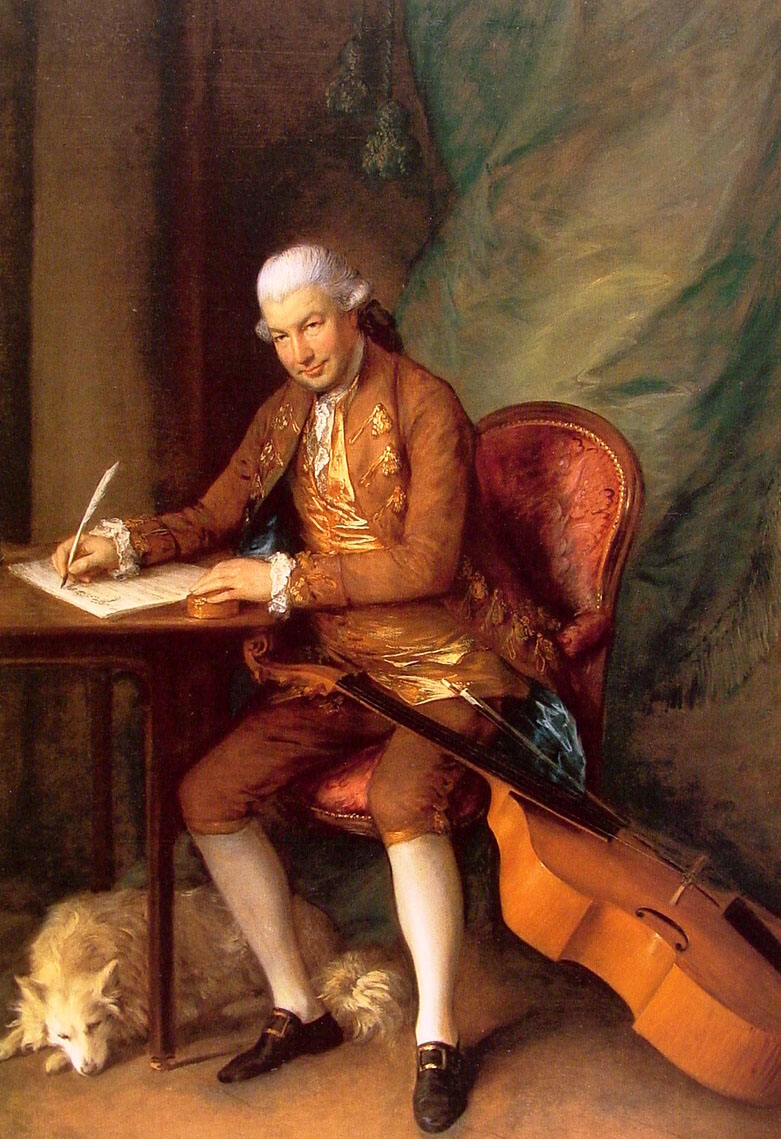
No és segur que Mozart conegués personalment a Carl Friedrich Abel, però Wolfgang coneixia les seves simfonies, potser a través de la sèrie de concerts anuals realitzats per Bach i Abel, i va estar molt influït per elles.

Durant la malaltia de Leopold no feren concerts; així, Wolfgang va dedicar el temps en la composició de simfonies. Els escrits posteriors de Nannerl donen a entendre que aquest fet va tenir lloc a Ebury Street, però hi ha evidències que la contradiuen. Jane Glover afirma que Wolfgang va decidir compondre les seves pròpies simfonies després d'haver conegut a Johann Christian Bach i haver escoltat les seves simfoneis. No és clar quan va tenir lloc la primera trobada entre Wolfgang i el fill de Bach, ni quan hauria pogut sentir les seves simfonies; d'altra banda, podria haver tocat davant el Rei, el maig de 1764, obres per a clavicordi compostes per Bach. Independentment de la data exacta, Wolfgang aviat va completar la seva Simfonia núm. 1 en mi♭, K. 16, i va començar la Simfonia núm. 4 en re, K. 19. La Simfonia en re major té –segons afirma Hildesheimer– «una originalitat de melodia i modulació que va més enllà dels mètodes rutinaris dels seus contemporanis [adults]». Aquestes són les primeres composicions orquestrals de Wolfgang tot i que, segons la hipòtesi de Zaslaw, existeixen esbossos d'una teòrica Simfonia núm. 0 en el quadern musical de Wolfgang. Durant el període en què visqueren a Londres, Wolfgang podria haver compost també tres simfonies (actualment perdudes), identificades en el Catàleg Köchel de l'obra de Mozart només pels seus íncipit (primers pentagrames). Altres obres tranquil·les de Wolfgang compostes durant la seva estada a Londres inclouen diverses sonates instrumentals; la millor d'aquestes sonates, segons Hildesheimer, és la Sonata per a teclat a quatre mans en do major K. 19d. També va compondre les seves primeres obres vocals, com és el motet Déu és el nostre refugi K. 20 i l'ària de tenor Va dal furor portata, K. 21. Dedicà la reina Carlota, a petició seva, un conjunt de sonates amb una flauta travessera suplementària i parts de violoncel, i la hi va lliurar amb la corresponent dedicatòria pel gener de 1765.
Al final de setembre, Leopold es posà bo i la família va tornar a viure al centre de Londres, en un edifici a Thrift Street (posteriorment anomenada Frith Street), al barri del Soho. Aquest allotjament estava ben situat, a prop de diverses sales de concerts i de les residències tant de Karl Friedrich Abel com de Johann Christian Bach. Bach, fill de Johann Sebastian Bach, aviat es va fer amic de la família; Nannerl va recordar més tard que Bach i Wolfgang (que tenia vuit anys) van interpretar junts una sonata; comenta que quan tornaren a tocar alguns pentagrames individualment «algú que no mirés hauria pensat que estava sent interpretats per una única persona». No és segur que Mozart conegués personalment Abel, però Wolfgang coneixia les seves simfonies, potser a través de la sèrie de concerts anuals realitzats per Bach i Abel; va estar molt influït per elles. El 25 d'octubre, després d'una invitació del rei Jordi, els germans van actuar en les celebracions que commemoraven el quart aniversari de l'accés al tron del monarca. La següent aparició pública fou en un concert celebrat el 21 de febrer de 1765, davant d'una audiència no gaire nombrosa, ja que coincidia amb un concert de Bach i Abel. Només van donar un concert més a Londres, el 13 de maig. Però entre els mesos d'abril i juny, el públic podia anar a la casa de la família Mozart i per un preu de cinc xílings, Wolfgang interpretava una part de les seves obres musicals. Pel juny, els dos «joves prodigis» van actuar diàriament a Swan and Harp Tavern, a Cornhill, el preu, aquest cop, de dos xílings i 6 penics. Aquest va ser, segons afirma Sadie, «l'últim i desesperat esforç de Leopold per obtenir guinees del públic anglès». Hildesheimer compara aquesta part del viatge amb un circ itinerant i la família Mozart amb una família d'acròbates.
Els Mozart van marxar de Londres amb rumb cap al continent el 24 de juliol de 1765. Abans de marxar, però, Leopold va permetre que Wolfgang se sotmetés a un examen científic dut a terme per Daines Barrington. Un informe, publicat l'any 1770 a Transaccions filosòfiques de la Royal Society, confirma la veracitat de les capacitats excepcionals del petit Mozart. Pràcticament l'últim acte de la família a Londres fou el regal d'una còpia del manuscrit "God is our Refuge" ("Déu és el nostre refugi") al Museu Britànic.

### 4. Països Baixos

Nannerl va caure malalta de febre tifoide i va arribar a rebre l'extrema unció el 21 d'octubre de 1765.

Leopold, en les seves cartes a Hagenauer, havia especificat que no visitarien les Set Províncies Unides dels Països Baixos, sinó que anirien a París i després tornarien a casa, a Salzburg. Tot i així, va canviar de parer convençut per un enviat de la princesa Carolina d'Orange-Nassau (germana del príncep Guillem V), per anar a la Haia com a convidats oficials de la cort i presentar els fills prodigi davant la princesa. Després de l'arribada de la família a Calais van haver de parar durant un mes a Lille, en primer lloc perquè Wolfgang va caure malalt amb amigdalitis i, després, perquè Leopold va patir perllongats atacs de vertigen. A principis de setembre la família pogué prosseguir el viatge cap Gant, on Wolfgang va tenir l'oportunitat de tocar el nou orgue de la capella de Bernardines i, uns dies més tard, va fer el mateix amb l'orgue de la catedral d'Anvers. L'11 de setembre finalment van arribar a la Haia.
Poc després d'arribar a la Haia, Nannerl va agafar un fort refredat i durant la primera setmana fou incapaç de participar en els primers concerts davant la Princesa. Tampoc va poder actuar davant el Príncep uns dies més tarde. Leopold confiava en la recuperació de Nannerl i va anunciar l'aparició de dos nens prodigis en un concert que tindria lloc a la sala d'Oude Doelen el 30 de setembre. L'anunci d'aquest concert afirmava que l'edat de Wolfgang era de vuit anys –en realitat en tenia nou–, però sí que anunciava correctament els catorze anys de Nannerl. L'anunci es concentrava en Wolfgang: «totes les obertures les tocarà aquest jove compositor [... ] els amants de la música poden reptar-lo amb qualsevol música que vulguin i ell la interpretarà en l'actuació». No se sap amb certesa si aquest concert es va realitzar; Sadie creu que podria haver-se ajornat. Si realment va tenir lloc, Wolfgang va aparèixer sol, ja que el refredat de Nannerl s'havia convertit en febre tifoide. El seu estat de salut va marxar agreujant de manera gradual fins al nivell que el 21 d'octubre li van donar la unció dels malalts. Una visita del metge real va produir un gir radical del seu estat, ja que va canviar el tractament i cap a la fi del mes va començar a recuperar-se. Llavors Wolfgang va caure malalt i fins a mitjans de desembre no es posà bo.

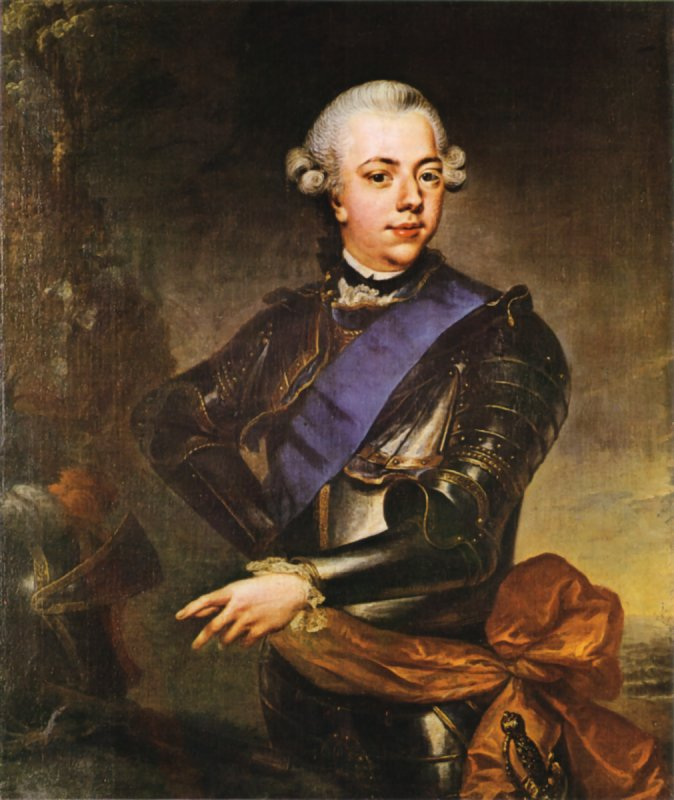
Wolfgang va compondre diverses obres amb motiu de les celebracions de la majoria d'edat del príncep Guillem V.

Els dos germans, bé de salut, van poder aparèixer en el Oude Doelen el 22 de gener de 1766 en un concert on es va estrenar una de les simfonies compostes per Wolfgang a Londres, la Simfonia K. 19 i, possiblement, una de nova, la Simfonia núm. 5 en si bemoll major (K. 22), composta als Països Baixos. Després d'aquest concert van estar un temps a Amsterdam i a principis de març van retornar a la Haia. Leopold tenia interès a ser a la Haia per la proximitat de les celebracions públiques de l'arribada del Príncep a la majoria d'edat. Wolfgang havia compost un quodlibet per a petita orquestra i clavicordi, el Galimathias musicum K. 32, que fou interpretat en un concert especial per honrar al Príncep l'11 de març. Aquesta fou una de les peces compostes per a l'ocasió; Wolfgang també va escriure àries per a la Princesa en les quals feia servir paraules del llibret de Metastasio Artaserse (estan inclosos a Conservati fedele, K. 23) i variacions per a teclat sobre una cançó neerlandesa titulada Laat ons juichen, Batavieren!, K. 24. Va escriure un conjunt de sonates per a teclat i violí per a la Princesa, com va fer anteriorment per a la Princesa de França i per a la Reina de la Gran Bretanya. Una altra simfonia, K. 45a, coneguda com a «Alte Lambacher» –que es creu que podria haver-la compost anys més tard–, també fou escrita a la Haia, possiblement per al concert del Príncip.
La família va deixar la Haia a la última setmana de març, per anar primer a Haarlem, on l'organista de Grote Kerk, l'església més gran de la ciutat, convidà a Wolfgang perquè toqués l'orgue, un dels més grans del país. Des d'allà van viatjar cap a l'est i cap al sud, donant concerts tot fent el camí cap a Amsterdam i Utrecht, abans d'abandonar els Països Baixos. Van dirigir-se cap a Brussel·les i Valenciennes, per arribar de nou a París el 10 de maig.

### 5. El retorn, per Suïssa
La família va romandre a París durant dos mesos. No van donar cap concert tot i que, segons Grimm, es feien interpretacions de les simfonies de Wolfgang. Grimm estava molt satisfet amb el progrés d'ambdós artistes; va afirmar que Nannerl «té l'execució més fina i més brillant en el clavicordi» i «ningú excepte el seu germà la pot privar de la supremacia». De Wolfgang cità les paraules d'un Príncep de Brunswick que havia comentat que molts mestres de capella, en el moment culminant del seu art, morien sense arribar a conèixer el que el noi ja sabia a l'edat de nou anys. «Si aquests nens viuen», va escriure Grimm, «no romandran a Salzburg. Els monarques aviat discutiran sobre qui hauria de tenir-los».

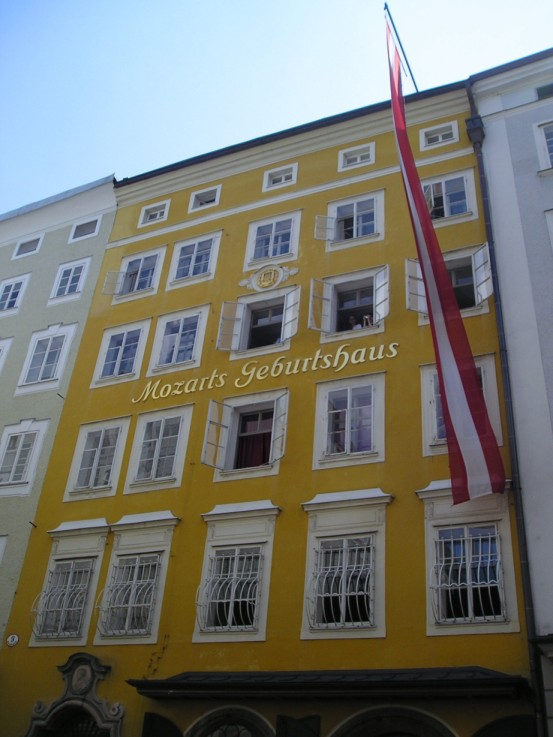
Domicili de la família Mozart al carrer Getreidegasse núm. 9 de Salzburg.

L'única música de Wolfgang que es conserva d'aquesta estada a París és el seu Kyrie en fa major, K. 33, la seva primera temptativa d'escriure música sacra formal. El 9 de juliol la família va marxar de París cap a Dijon, després d'una invitació del VIII príncep de Condé, Lluís Josep. Els nens van actuar en un concert el 19 de juliol, acompanyats per una orquestra local; sobre els músics, Leopold va fer comentaris negatius: Très mediocre ("Molt mediocre") - Un miserable italien detestable ("Un miserable i detestable italià") - Asini tutti ("Tots uns ases")- Un racleur ("Un raspador") - Rotten ("Podrit"). Continuaren el seu viatge fins a Lió on Wolfgang «va tocar durant una hora i quart amb el mestre més capaç d'allà, sense quedar-se enrere».
En una carta adreçada a Hagenauer del 16 d'agost Leopold li comenta que volia continuar el viatge fins a Torí, després anar a Venècia travessant el nord d'Itàlia i tornar a casa passant pel Tirol. També va escriure, «El nostre propi interès i l'amor pels viatges haurien haver-nos induït a seguir el nostre instint», però afegint, «... He dit que aniré [directament] a casa i mantindré la meva paraula». Van optar per una ruta més curta a través de Suïssa; així que el 20 d'agost arribaren a Ginebra, on els petits músics van donar dos concerts i foren rebuts pel distingit compositor André Grétry. Molts anys més tard Grétry recordaria d'aquesta trobada: «Vaig escriure per a ell [Wolfgang un Allegro en mi bemoll, difícil però sense pretensions, el qual va tocar i tots, excepte jo, van creure que era un miracle. El nen mai havia perdut les maneres però, després de les modulacions, substituí alguns passatges que jo havia escrit». Aquesta afirmació –que Wolfgang improvisà quan es va trobar amb passatges que no podia interpretar–, sembla l'únic comentari negatiu fet per algun dels que van posar reptes per posar a prova les habilitats del jove músic.
El viatge per Suïssa continuà amb concerts a Lausana i Zúric. Des que van sortir dels Països Baixos, Wolfgang havia compost poc: una petita peça en fa major per a clavicordi, la K. 33b, escrita per als concerts de Zuric i, més tard, algunes peces per a violoncel (avui perdudes) escrites per al príncep de Fürstenberg, que els va rebre quan arribaren el 20 d'octubre a Donaueschingen, en la frontera alemanya. Allà hi passaren dotze dies abans de marxar cap a Múnic, on van arribar el 8 de novembre. A Múnic, Wolfgang es posà malalt i s'hi van quedar dues setmanes; es va recuperar per poder actuar amb Nannerl davant l'Elector, el 22 de novembre. Finalment, van fer el darrer desplaçament per arribar el 29 de novembre de 1766 a casa seva, al núm. 9 del Getreidegasse de Salzburg.

## Valoració

### Financera
El grup va sobreviure als principals inconvenients del viatge, incloent diverses llargues malalties que van fer disminuir els guanys. Encara que Leopold no revelà la suma total dels ingressos aconseguits –ni les seves despeses–, els guanys econòmics del viatge haurien estat considerables, però també les despeses. El bibliotecari de l'Abadia de Sant Pere de Salzburg, va calcular que els regals rebuts tindrien un valor d'uns 12.000 florins, i estimava les despeses totals en uns 20.000 florins. Les despeses deurien haver estat elevades; en una carta a Hagenauer enviada pel setembre de 1763 –després de deu setmanes de viatge–, Leopold explicava que, fins aquell moment, les despeses pujaven 1.068 florins; aquesta quantitat quedava coberta pels ingressos dels seus concerts, tot i que no havien fet cap gran despesa significatiu. Leopold declarà: «no podíem estalviar res, perquè hem de viatjar segons l'estil noble o cortès de cara a la preservació de la nostra salut i a la reputació de la meva cort». Més tard, després de l'arribada a París pell novembre de 1763, constatà que tenien «molt pocs diners».
De tant en tant, les arques familiars eren plenes. L'abril de 1764 –quan l'estada a París arribava al seu final–, després de dos bons concerts, Leopold vol deixar un dipòsit de 2.200 florins als seus banquers. Dos mesos més tard, després dels èxits inicials dels concerts a Londres, Leopold va dipositar uns 1.100 florins més. No obstant, pel novembre d'aquell any, després de la patir la seva llarga malaltia i amb unes perspectives de guany incertes, es mostrava preocupat per les altes despeses del seu ritme de vida a Londres i va informar Hagenauer que havia gastat 1.870 florins en quatre mesos. L'estiu següent, després d'una poca activitat concertística, Leopold va recórrer cada cop més a mesures desesperades per tal d'incrementar els seus ingressos, incloent-hi les representacions "circenses" diàries dels nens a Swan and Harp Inn per uns preus descrits per Jane Glover com a humiliants. Més tard, aquesta inseguretat de la vida itinerant, va fer créixer en Leopold la idea que Wolfgang no tenia la suficient experiència per intentar fer viatges d'aquest tipus ell sol, i que necessitava estar lligat a una feina amb un sou estable.

### Musical
En termes de desenvolupament musical, encara que tots dos fills havien progressat, en el cas de Wolfgang l'evolució havia estat extraordinària, superant qualsevol expectativa. Arribà a ser conegut en tots els llocs amb tradició musical, en totes les corts reials de l'Europa Occidental. Ambdós reberen una educació excepcional, ja que van entrar en contacte amb reis, reines i membres de la noblesa, van conèixer els seus palaus, i van poder conversar en diferents idiomes. Tot i així, aquests avantatges van tenir un cost; a París, Grimm va notar l'estrès, en particular en Wolfgang, i havia temut que «una fruita tan prematura pogués caure abans de la maduració». Hildesheimer, que també expressa la seva preocupació, conclou que si la mort de Mozart a l'edat de 35 anys hagués estat causada pels esforços realitzats en la seva infantesa, les dècades posteriors no haurien estat tan productives i els símptomes obvis d'aquest empitjorament s'haurien manifestat abans.
De la música que Wolfgang compongué durant el viatge, sobreviuen aproximadament una trentena d'obres. Algunes obres posteriors es van perdre, incloent les peces per a violoncel compostes a Zuric i diverses simfonies. Entre les que es conserven estan les sonates per a teclat escrites a París, Londres i la Haia, quatre simfonies, diverses àries, la música variada composta per al príncep d'Orange, un kyrie i altres peces menors. La carrera de Mozart com a simfonista començà a Londres on, a més de les influències directes de Karl Friedrich Abel i Johann Christian Bach, hauria escoltat simfonies dels compositors més importants de Londres, com Thomas Arne, William Boyce i Giuseppe Sammartini; segons Zaslaw, «una introducció gairebé ideal al gènere». Tot i que les primeres simfonies no són de la mateixa classe que les obres mestres posteriors, són comparables per la seva longitud, complexitat i originalitat amb les composicions dels reconeguts mestres simfònics de l'època. Veritablement, la Simfonia núm. 6 en mi bemoll d'Abel és bastant similar en estil i tècnica, i podria fer pensar que va ser composta per Mozart; per això ha estat catalogada (catàleg Köchel) com a tal: Simfonia núm. 3, K. 18. Sadie observa que la Simfonia K. 22 composta a la Haia és molt més sofisticada que les primeres obres que foren escrites durant la seva estada a Londres.
El progrés creatiu de Mozart es reflecteix de la mateixa manera en les sonates compostes per a la Princesa d'Orange, que apunten un progrés considerable tant en la tècnica com en les idees amb relació a les primeres obres compostes a París i Londres. Les àries compostes durant l'estada als Països Baixos inclouen les primeres temptatives de Mozart en la «ària d'affetto» Per pièta, bell'idol mio, K. 73B, que es pensava l'havia compost molt més tard, com indica la seva alta numeració en el catàleg Köchel. Per això, durant el viatge es va veure la transformació de Wolfgang, que va passar de ser un compositor de peces simples per a teclat a un creador amb un domini creixent en una àmplia gamma de gèneres musicals. Això es va posar de manifest a la seva ciutat natal, el 8 de desembre, quan una de les seves simfonies (no se sap amb certesa quina) va ser interpretada durant la missa major de la Catedral de Salzburg. El patró de Leopold, el príncep-arquebisbe, era francament escèptic pel que fa a les composicions de Wolfgang; creia que havien estat compostes per Leopold perquè «no eren prou dolentes com per ser l'obra d'un nen».

## Repercussions
Independentment del possibles grans beneficis financers obtinguts en aquest gran viatge, la família Mozart va seguir vivint en el seu petit apartament al núm. 9 de la Getreidegasse, i Leopold tornà a complir amb les seves obligacions com a músic de la cort. Tot i així, durant els següents sis anys de la vida de Wolfgang continuaren els viatges i les actuacions públiques. Pel setembre de 1767 la família va iniciar un nou viatge, aquesta vegada a Viena, i va romandre allà fins a gener de 1769 –excepte un període en què van ser evacuats a causa d'una epidèmia de verola–. Pel desembre del mateix any, Leopold i Wolfgang van viatjar a Itàlia, ja sense Nannerl; la noia ja tenia 18 anys i no podia ser exhibida com una meravella infantil. Van ser fora durant setze mesos i després van anar a Milà, l'agost de 1771; s'hi van quedar durant cinc mesos, per assistir a assajos i representacions de l'òpera de Wolfgang Ascanio in Alba. Pare i fill van realitzar un tercer i darrer viatge a Itàlia, entre l'octubre de 1772 i el març de 1773; aquest també seria el darrer dels seus viatges de llarga durada. El nou príncep-arquebisbe de Salzburg, Hieronymus von Colloredo, tenia una opinió diferent sobre el paper dels seus músics de la cort, i això limitava la llibertat que Leopold havia gaudit anteriorment i que ara gaudia Wolfgang, com a empleat de la cort de l'electorat.